# Lista de prêmios e indicações recebidos por Katy Perry
Esta é uma lista de de prêmios e indicações recebidos por Katy Perry, que consiste em 328 troféus ganhos com mais de 702 indicações. Após o lançamento de seu primeiro álbum de estúdio sob o atual nome artístico One of the Boys (2008), ela veio a ser nomeada em diversas premiações musicais por seus dois primeiros singles, "I Kissed a Girl" e "Hot n Cold". Mas Perry só bombou após o estrondoso sucesso "Teenage Dream", um álbum recheado de hits, sendo comparado aos maiores álbuns do astro "Michael Jackson". Um grande feito para a diva!
Seus principais prêmios são 11 American Music Awards, 17 MTV Video Music Awards, 26 Billboard Music Awards, 14 MTV Europe Music Awards, 1 Brit Award, 4 Juno Award, 1 Spotlight Award (ganho por igualar Michael Jackson na maior parada musical dos Estados Unidos), 8 Los Premios MTV Latinoamérica e 16 ASCAP. Considerada a mulher de 2012, Perry ganhou o prêmio de Mulher do Ano pela Billboard Woman in Music; tendo recebido a mesma gratificação no ano seguinte no Elle Style Awards pela revista ELLE Magazine. Katy já teve 13 indicações ao Grammy Awards no qual perdeu todas.

## American Music Awards
o American Music Awards (AMA) é um prêmios americano criado em 1973 pelo canal CBS, para competir com o Grammy Awards, criado em 1958, que era exibido pelo canal até 1972, após isso mudou para o ABC. Katy já foi indicada 14 vezes e ganhou 12 prêmios, incluindo o "Honor Award", prêmio especial que ela é a única a possuir.
| Ano  | Recipiente                          | Categoria                        | Resultado |
| ---- | ----------------------------------- | -------------------------------- | --------- |
| 2010 | Katy Perry                          | Artista do Ano                   | Indicado  |
| 2010 | Katy Perry                          | Melhor Artista Feminina Pop/Rock | Venceu    |
| 2010 | "Teenage Dream"                     | Melhor Álbum Pop/Rock            | Venceu    |
| 2011 | Katy Perry                          | Artista do Ano                   | Venceu    |
| 2011 | Katy Perry                          | Melhor Artista Feminina Pop/Rock | Venceu    |
| 2011 | Katy Perry                          | Artista Contemporânea Adulto     | Venceu    |
| 2011 | Katy Perry                          | Honor Award                      | Venceu    |
| 2012 | Katy Perry                          | Artista do Ano                   | Indicado  |
| 2012 | Katy Perry                          | Melhor Artista Feminina Pop/Rock | Venceu    |
| 2014 | Katy Perry                          | Artista do ano                   | Venceu    |
| 2014 | Katy Perry                          | Artista Contemporânea Adulto     | Venceu    |
| 2014 | Katy Perry                          | Melhor Artista Feminina Pop/Rock | Venceu    |
| 2014 | Prism                               | Melhor Álbum Pop/Rock            | Venceu    |
| 2014 | "Dark Horse" (participação Juicy J) | Single do Ano                    | Venceu    |

## APRA Awards
O APRA Music Awards é um prêmio neozelandês criado pela Associação Australiana da Indústria Discográfica. Para competir com o Vodafone Music Awards, a única premiação de música da Nova Zelândia. Katy recebeu apenas uma indicação.
| Ano  | Recipiente         | Categoria                     | Resultado |
| ---- | ------------------ | ----------------------------- | --------- |
| 2011 | "California Gurls" | Trabalho Internacional do Ano | Venceu    |

## ARIA Music Awards
O Australian Recording Industry Association Music Awards (ARIA) foi realizado pela primeira vez em 1987 em Sydney. Perry foi nomeado duas vezes.
| Ano  | Recipiente | Categoria                          | Resultado |
| ---- | ---------- | ---------------------------------- | --------- |
| 2010 | Katy Perry | Artista Internacional mais Popular | Venceu    |
| 2014 | Katy Perry | Melhor Artista Internacional       | Venceu    |

## ASCAP Pop Music Awards
O ASCAP Pop Music Award é um prêmio americano criado em 1984 pela ONG ASCAP, nessa cerimônia, vence as cinco músicas pop/dance que mais receberam downloads pagos da internet a cada ano. Katy consegui ganhar dois prêmios a cada ano, por 3 anos consecutivos. E tem 16 prêmios no total.
| Ano  | Recipiente                   | Categoria               | Resultado |
| ---- | ---------------------------- | ----------------------- | --------- |
| 2009 | I Kissed a Girl              | Musicas Mais Executadas | Venceu    |
| 2009 | Hot n Cold                   | Musicas Mais Executadas | Venceu    |
| 2010 | Hot n Cold                   | Musicas Mais Executadas | Venceu    |
| 2010 | Waking Up in Vegas           | Musicas Mais Executadas | Venceu    |
| 2011 | California Gurls             | Musicas Mais Executadas | Venceu    |
| 2011 | Teenage Dream                | Musicas Mais Executadas | Venceu    |
| 2012 | Firework                     | Musicas Mais Executadas | Venceu    |
| 2012 | Teenage Dream                | Musicas Mais Executadas | Venceu    |
| 2012 | E.T.                         | Musicas Mais Executadas | Venceu    |
| 2012 | Last Friday Night (T.G.I.F.) | Musicas Mais Executadas | Venceu    |
| 2013 | "The One That Got Away"      | Musicas Mais Executadas | Venceu    |
| 2013 | "Part of Me"                 | Musicas Mais Executadas | Venceu    |
| 2013 | "Wide Awake"                 | Musicas Mais Executadas | Venceu    |
| 2014 | "Wide Awake"                 | Musicas Mais Executadas | Venceu    |
| 2014 | "Roar"                       | Musicas Mais Executadas | Venceu    |

## Billboard Awards

### Billboard Music Awards
O Billboard Music Awards é um prêmio americano criado em 1990 pela revista Billboard. Em 2007 ele foi extinto, permanecendo assim até 2011. Katy já recebeu 36 indicações ao prêmio das quais ganhou 19.
| Ano  | Recipiente                          | Categoria                           | Resultado |
| ---- | ----------------------------------- | ----------------------------------- | --------- |
| 2011 | Katy Perry                          | Melhor Artista Social               | Indicado  |
| 2011 | Katy Perry                          | Melhor Artista do Top 100           | Indicado  |
| 2011 | Katy Perry                          | Melhor Artista do Hot 40            | Indicado  |
| 2011 | Katy Perry                          | Melhor Artista Feminina             | Venceu    |
| 2011 | Katy Perry                          | Melhor Artista do Top Digital Songs | Venceu    |
| 2011 | Katy Perry                          | Melhor Artista Pop                  | Venceu    |
| 2011 | California Gurls (feat. Snoop Dogg) | Melhor Música do Hot 100            | Venceu    |
| 2011 | California Gurls (feat. Snoop Dogg) | Melhor Música do Top Digital Songs  | Venceu    |
| 2011 | California Gurls (feat. Snoop Dogg) | Melhor Música de Colaboração        | Venceu    |
| 2011 | Firework                            | Melhor Música Pop                   | Indicado  |
| 2011 | Teenage Dream                       | Melhor Música Pop                   | Indicado  |
| 2011 | Teenage Dream                       | Melhor Álbum Pop                    | Venceu    |
| 2012 | Katy Perry                          | Billboard Spotlight Award           | Venceu    |
| 2012 | Katy Perry                          | Top Artista                         | Indicado  |
| 2012 | Katy Perry                          | Top Hot 100 Artista                 | Indicado  |
| 2012 | Katy Perry                          | Top Radio Songs Artista             | Venceu    |
| 2012 | Katy Perry                          | Top Artista Feminina                | Venceu    |
| 2012 | Katy Perry                          | Top Digital Artista                 | Indicado  |
| 2012 | Katy Perry                          | Top Pop Artista                     | Indicado  |
| 2012 | E.T.                                | Top Hot 100 Song                    | Venceu    |
| 2012 | E.T.                                | Top Digital Song                    | Indicado  |
| 2012 | E.T.                                | Top Pop Song                        | Venceu    |
| 2014 | Katy Perry                          | Melhor Artista Feminina             | Venceu    |
| 2014 | Katy Perry                          | Melhor Artista                      | Indicado  |
| 2014 | Katy Perry                          | Melhor Artista da Hot 100           | Indicado  |
| 2014 | Katy Perry                          | Melhor Artista de Canções Digitais  | Indicado  |
| 2014 | Katy Perry                          | Melhor Artista de Músicas de Rádio  | Venceu    |
| 2014 | Katy Perry                          | Melhor Artista "Streaming"          | Indicado  |
| 2014 | Roar                                | Melhor Canção Digital               | Venceu    |
| 2014 | Roar                                | Melhor Canção de Rádio              | Venceu    |
| 2014 | Roar                                | Melhor Canção "Streaming" (Vídeo)   | Venceu    |
| 2014 | Roar                                | Melhor Canção da Hot 100            | Venceu    |
| 2015 | Katy Perry                          | Top Artist                          | Indicado  |
| 2015 | Katy Perry                          | Top Female Artist                   | Indicado  |
| 2015 | Katy Perry                          | Top Touring Artist                  | Venceu    |

### Billboard Latin Music Awards
| Ano  | Recipiente | Categoria      | Resultado |
| ---- | ---------- | -------------- | --------- |
| 2012 | Katy Perry | Artista do Ano | Venceu    |

### Billboard Touring Awards
| Ano  | Recipiente           | Categoria                           | Resultado |
| ---- | -------------------- | ----------------------------------- | --------- |
| 2011 | Katy Perry           | Breakthrough Act                    | Indicado  |
| 2014 | Prismatic World Tour | Top Package                         | Venceu    |
| 2014 | Prismatic World Tour | Concert Marketing & Promotion Award | Venceu    |

### Billboard Women in Music
| Ano  | Recipiente | Categoria         | Resultado |
| ---- | ---------- | ----------------- | --------- |
| 2012 | Katy Perry | Woman of the Year | Venceu    |

### Billboard Year-End Chart Awards
| Ano  | Recipiente       | Categoria                          | Resultado |
| ---- | ---------------- | ---------------------------------- | --------- |
| 2010 | California Gurls | Música do Ano no Hot 100 Canadense | Venceu    |
| 2011 | Katy Perry       | Melhor Artista Hot 100             | Venceu    |
| 2011 | Katy Perry       | Melhor Artista Radio Songs         | Venceu    |
| 2011 | Katy Perry       | Melhor Artista Digital Songs       | Venceu    |
| 2011 | Katy Perry       | Melhor Artista Pop Songs           | Venceu    |
| 2011 | Katy Perry       | Melhor Artista Adult Pop Song      | Venceu    |
| 2011 | E.T.             | Melhor Canção Dance Clube Songs    | Venceu    |
| 2011 | Katy Perry       | Melhor Artista Dance Clube Songs   | Venceu    |

### Billboard Spin Awards
| Ano  | Recipiente | Categoria     | Resultado |
| ---- | ---------- | ------------- | --------- |
| 2011 | Firework   | 700,000 Spins | Venceu    |
| 2011 | E.T.       | 900,000 Spins | Venceu    |

### Billboard Mid-Year Awards
| Ano  | Recipiente                   | Categoria            | Resultado |
| ---- | ---------------------------- | -------------------- | --------- |
| 2011 | Last Friday Night (T.G.I.F.) | Melhor Video Musical | Venceu    |
| 2011 | E.T. (feat. Kanye West)      | Música #1 Favorita   | Venceu    |
| 2011 | Firework                     | Música #1 Favorita   | Venceu    |

## Bravo A-List Awards
O Bravo A-List Awards é um prêmio americano de música, pouco conhecido. Katy já foi indicada e ganhou 3 prêmios.
| Ano  | Recipiente | Categoria                | Resultado |
| ---- | ---------- | ------------------------ | --------- |
| 2009 | Katy Perry | A-List Revelação         | Venceu    |
| 2009 | Katy Perry | A-List de Artista do Ano | Venceu    |
| 2009 | Katy Perry | A-List Download          | Venceu    |
| 2009 | Katy Perry | A-List Kate              | Venceu    |

## BMI Awards
| Ano  | Recipiente        | Categoria            | Resultado |
| ---- | ----------------- | -------------------- | --------- |
| 2011 | California Gurls  | Música Mais Premiada | Venceu    |
| 2011 | Last Friday Night | Música Mais Premiada | Venceu    |
| 2011 | Teenage Dream     | Música Mais Premiada | Venceu    |
| 2011 | Firework          | Música Mais Premiada | Venceu    |
| 2011 | Firework          | Música Pop do Ano    | Venceu    |

## Brit Awards
O Bristsh ou BRIT Awards é prêmio da Inglaterra, criado em 1977 pela "Associação da Indústria Fonográfica Britânica". Ele é o prêmio musical mais importante do país. Katy Perry foi indicada entre 2009, 2011 e 2014, vencendo em 2009.
| Ano  | Recipiente    | Categoria                      | Resultado |
| ---- | ------------- | ------------------------------ | --------- |
| 2009 | Katy Perry    | Artista Feminina Internacional | Venceu    |
| 2011 | Katy Perry    | Artista Feminina Internacional | Indicado  |
| 2011 | Teenage Dream | Álbum Internacional do Ano     | Venceu    |
| 2014 | Katy Perry    | Artista Feminina Internacional | Indicado  |

## Capricho Awards
| Ano  | Recipiente        | Categoria                    | Resultado |
| ---- | ----------------- | ---------------------------- | --------- |
| 2010 | California Gurls  | Melhor Música Intenacional   | Venceu    |
| 2010 | Katy Perry        | Artista Mais Estilosa        | Venceu    |
| 2010 | Katy Perry        | Melhor Cantora Internacional | Venceu    |
| 2011 | Last Friday Night | Melhor Clipe                 | Venceu    |

## Cosmopolitan Ultimate Women of the Year Awards
| Ano  | Recipiente | Categoria                       | Resultado |
| ---- | ---------- | ------------------------------- | --------- |
| 2011 | Katy Perry | Estrela Internacional da Música | Venceu    |

## Do Something Awards
O Do Something Awards é um evento estadunidense que homenageia as celebridades do cinema e da música que apoiam a causas sociais e participam de eventos de caridade.
| Ano  | Recipiente | Categoria       | Resultado |
| ---- | ---------- | --------------- | --------- |
| 2012 | Katy Perry | Artista Musical | Venceu    |

## Echo Awards
O Echo Awards 2009 ocorreu em Berlim, Alemanha em 21 de setembro. Perry estava presente na cerimônia musical alemã, onde fez uma performance ao vivo apenas com seu violão, "Thinking of You". Ela estava concorrendo na categoria Hit des Jahres (ou Hit do AnoPB) com "I Kissed a Girl".
| Ano  | Recipiente        | Categoria                                         | Resultado |
| ---- | ----------------- | ------------------------------------------------- | --------- |
| 2009 | "I Kissed a Girl" | Melhor Música Internacional                       | Venceu    |
| 2011 | Katy Perry        | Melhor Artista Internacional Feminina de Pop/Rock | Venceu    |

## ESKA Music Awards
O ESKA Music Awards ou Eska Awards é a maior cerimônia de premiação musical da Polônia, e uma das principais da Europa, mas é praticamente desconhecida no Brasil. Ela foi criado pelo cala Eska. Perry ganhou um prêmio na categoria Álbum Internacional do Ano com One of the Boys.
| Ano  | Recipiente      | Categoria                  | Resultado |
| ---- | --------------- | -------------------------- | --------- |
| 2009 | One of the Boys | Álbum Internacional do Ano | Venceu    |

## FHM Magazine Award
| Ano  | Recipiente | Categoria                 | Resultado |
| ---- | ---------- | ------------------------- | --------- |
| 2011 | Katy Perry | Mulher Mais Sexy do Mundo | Venceu    |

## FiFi Awards
| Ano  | Recipiente | Categoria         | Resultado |
| ---- | ---------- | ----------------- | --------- |
| 2011 | Purr       | Melhor Lançamento | Venceu    |

## Glamour Women of the Year Awards
O Glamour Women of the Year Awards é um prêmio inglês entregue pela revista "Glamour". em 2009 Perry ganhou o prêmio Newcomer of The Year a qual foi sua única indicação.

## Fonogran Awards
| Ano  | Recipiente      | Categoria                                 | Resultado |
| ---- | --------------- | ----------------------------------------- | --------- |
| 2009 | One of the Boys | Melhor Álbum Internacional do Pop Moderno | Venceu    |

## Grammy Awards
| Ano  | Recipiente                                      | Categoria                                     | Resultado |
| ---- | ----------------------------------------------- | --------------------------------------------- | --------- |
| 2009 | "I Kissed a Girl"                               | Melhor Performance Vocal Pop Feminina         | Indicado  |
| 2010 | "Hot n Cold"                                    | Melhor Performance Vocal Pop Feminina         | Indicado  |
| 2011 | Teenage Dream                                   | Álbum do Ano                                  | Indicado  |
| 2011 | Teenage Dream                                   | Melhor Álbum Pop                              | Indicado  |
| 2011 | "Teenage Dream"                                 | Melhor Performance Vocal Pop Feminina         | Indicado  |
| 2011 | "California Gurls" (participação de Snoop Dogg) | Melhor Colaboração Pop                        | Indicado  |
| 2012 | "Firework"                                      | Gravação do Ano                               | Indicado  |
| 2012 | "Firework"                                      | Melhor Performance Pop Solo                   | Indicado  |
| 2013 | "Wide Awake"                                    | Melhor Performance Pop Solo                   | Indicado  |
| 2014 | "Roar"                                          | Canção do Ano                                 | Indicado  |
| 2014 | "Roar"                                          | Melhor Performance Pop Solo                   | Indicado  |
| 2015 | Prism                                           | Melhor Álbum Vocal Pop                        | Indicado  |
| 2015 | "Dark Horse" (participação Juicy J)             | Melhor Performance de Pop por um Duo ou Grupo | Indicado  |

## iHeartRadio Music Awards
| Ano  | Recipiente                                 | Categoria          | Resultado |
| ---- | ------------------------------------------ | ------------------ | --------- |
| 2015 | Katy Perry                                 | Artista do Ano     | Indicado  |
| 2015 | Katy Perry                                 | Melhor fã base     | Indicado  |
| 2015 | "Dark Horse" (com participação de Juicy J) | Melhor Colaboração | Venceu    |

## International Dance Music Awards
| Ano  | Recipiente        | Categoria                | Resultado |
| ---- | ----------------- | ------------------------ | --------- |
| 2009 | "I Kissed a Girl" | Melhor Música Rock-Dance | Venceu    |
| 2009 | "I Kissed a Girl" | Melhor Música Pop-Dance  | Indicado  |
| 2010 | "Katy Perry"      | Melhor Artista Solo      | Venceu    |
| 2011 | Firework          | Melhor Música Pop-Dance  | Indicado  |
| 2011 | Firework          | Melhor Clipe             | Indicado  |
| 2011 | "Katy Perry"      | Melhor Artista Solo      | Venceu    |

## Maxim Magazine Award
| Ano  | Recipiente | Categoria                 | Resultado |
| ---- | ---------- | ------------------------- | --------- |
| 2010 | Katy Perry | Mulher Mais Sexy do Mundo | Venceu    |

## IFPI Europe Platinum Awards
| Ano  | Recipiente      | Categoria              | Resultado |
| ---- | --------------- | ---------------------- | --------- |
| 2009 | One of the Boys | Melhor título de álbum | Venceu    |
| 2011 | Teenage Dream   | Melhor título de álbum | Venceu    |
| 2014 | Prism           | Melhor título de álbum | Venceu    |

## Juno Awards
| Ano  | Recipiente    | Categoria                  | Resultado |
| ---- | ------------- | -------------------------- | --------- |
| 2011 | Teenage Dream | Melhor Álbum Internacional | Venceu    |

## MTV Awards

### Los Premios MTV Latinoamérica
Los Premios MTV Latinoamérica é a versão América Latin do MTV Vídeo Music Awards. Eles foram criados em 2002 para comemorar os vídeos musicais do ano na América Latina e do mundo. Katy Perry foi indicada 6 vezes e recebeu 2 prêmios.
| Ano  | Recipiente        | Categoria                         | Resultado |
| ---- | ----------------- | --------------------------------- | --------- |
| 2008 | "I Kissed a Girl" | Hit do Ano                        | Indicado  |
| 2008 | Katy Perry        | Melhor Artista Internacional Novo | Indicado  |
| 2008 | Katy Perry        | Melhor Artista Fashionista        | Indicado  |
| 2009 | Katy Perry        | Melhor Artista Fashionista        | Venceu    |
| 2009 | "Hot n Cold"      | Melhor Ringtone                   | Venceu    |

### MTV Australia Video Music Awards
O MTV Australia Awards é a versão australiana do VMA e o segundo prêmio musical mais importante do país. Katy foi indicada e venceu na categoria Revelação Internacional.
| Ano  | Recipiente | Categoria                       | Resultado |
| ---- | ---------- | ------------------------------- | --------- |
| 2009 | Katy Perry | Artista Revelação Internacional | Venceu    |

### MTV Europe Music Awards
O MTV Europe Music Awards (EMA) é a versão europeia do VMA, criado em 1994. Em 2008 ele ocorreu em Liverpool, Inglaterra. Katy Perry foi indicada 26 vezes, obtendo 16 vitórias.
| Ano  | Recipiente         | Categoria                       | Resultado |
| ---- | ------------------ | ------------------------------- | --------- |
| 2008 | "I Kissed a Girl"  | Música Favorita do Ano          | Venceu    |
| 2008 | Katy Perry         | Artista Revelação               | Venceu    |
| 2009 | Katy Perry         | Melhor Artista Feminina         | Indicado  |
| 2009 | "Hot n Cold"       | Melhor Música                   | Indicado  |
| 2010 | "California Gurls" | Melhor Video                    | Venceu    |
| 2010 | Katy Perry         | Melhor Artista Feminina         | Venceu    |
| 2010 | Katy Perry         | Melhor Artista Pop              | Venceu    |
| 2010 | Katy Perry         | Melhor Concerto no World Stage  | Indicado  |
| 2011 | Katy Perry         | Melhor Artista Feminina         | Venceu    |
| 2011 | Katy Perry         | Melhor Artista Pop              | Indicado  |
| 2011 | Katy Perry         | Melhor Artista Ao vivo          | Indicado  |
| 2011 | Katy Perry         | Melhor Artista América do Norte | Indicado  |
| 2011 | Firework           | Melhor Canção                   | Venceu    |
| 2012 | Katy Perry         | Melhor Artista Feminina         | Indicado  |
| 2012 | Katy Perry         | Melhor Artista Pop              | Indicado  |
| 2012 | Katy Perry         | Maiores Fãs                     | Venceu    |
| 2012 | Wide Awake         | Melhor Video                    | Venceu    |
| 2013 | Katy Perry         | Melhor Artista Feminina         | Venceu    |
| 2013 | Katy Perry         | Melhor Artista Pop              | Venceu    |
| 2014 | Katy Perry         | Melhor Artista Feminina         | Venceu    |
| 2014 | Katy Perry         | Melhor Artista Pop              | Venceu    |
| 2014 | Katy Perry         | Melhor Performance Ao Vivo      | Indicado  |
| 2014 | Katy Perry         | Melhor Look                     | Venceu    |
| 2014 | "Dark Horse"       | Melhor Clipe                    | Venceu    |
| 2014 | "Dark Horse"       | Melhor Música                   | Indicado  |
| 2015 | Katy Perry         | Melhor Artista Ao Vivo          | Indicado  |
| 2015 | Katy Perry         | Melhores Fãs                    | Venceu    |

### MTV O Music Awards
O MTV O Music Awards (OMA) é uma das mais importantes premiações anuais estabelecida pela MTV para homenagear a arte, a criatividade, personalidade e tecnologia da música no espaço digital. Katy Perry foi indicada três vezes e ganhou duas.
| Ano  | Recipiente           | Categoria                 | Resultado |
| ---- | -------------------- | ------------------------- | --------- |
| 2011 | Katy Perry           | Animanda(s) Favorita(s)   | Indicado  |
| 2011 | Rihanna & Katy Perry | Animanda(s) Favorita(s)   | Venceu    |
| 2011 | Katycats             | Exercito de Fans Favorito | Venceu    |

### MTV Video Music Awards
O MTV Video Music Awards (VMA) é o prêmio mais importante da MTV, criado em 1984 e a terceira premiação mais importante dos EUA, musicalmente. Katy Perry recebeu 15 prêmios de 28 indicações totais.
| Ano  | Recipiente                     | Categoria                     | Resultado |
| ---- | ------------------------------ | ----------------------------- | --------- |
| 2008 | "I Kissed a Girl"              | Melhor Video Feminino         | Indicado  |
| 2008 | "I Kissed a Girl"              | Melhor Direção de Arte        | Indicado  |
| 2008 | "I Kissed a Girl"              | Melhor Fotografia             | Indicado  |
| 2008 | "I Kissed a Girl"              | Melhor Edição                 | Indicado  |
| 2008 | Katy Perry                     | Melhor Artista Novo           | Venceu    |
| 2009 | "Hot n Cold"                   | Melhor Video Feminino         | Indicado  |
| 2010 | "California Gurls"             | Melhor Video Feminino         | Venceu    |
| 2010 | "California Gurls"             | Melhor Video Pop              | Venceu    |
| 2011 | "Last Friday Night (T.G.I.F.)" | Melhor Video Pop              | Indicado  |
| 2011 | "Firework"                     | Melhor Video Feminino         | Venceu    |
| 2011 | "Firework"                     | Video do Ano                  | Venceu    |
| 2011 | "Firework"                     | Melhor Video Com Uma Mensagem | Venceu    |
| 2011 | "Teenage Dream"                | Melhor Fotografia             | Indicado  |
| 2011 | "E.T."                         | Melhor Colaboração            | Venceu    |
| 2011 | "E.T."                         | Melhor Direção de Arte        | Venceu    |
| 2011 | "E.T."                         | Melhor Direção                | Venceu    |
| 2011 | "E.T."                         | Melhor Edição                 | Indicado  |
| 2011 | "E.T."                         | Melhores Efeitos Especiais    | Venceu    |
| 2012 | "Part of Me"                   | Melhor Video Feminino         | Indicado  |
| 2012 | "Wide Awake"                   | Video do Ano                  | Indicado  |
| 2012 | "Wide Awake"                   | Melhores Efeitos Especiais    | Venceu    |
| 2012 | "Wide Awake"                   | Melhor Direção de Arte        | Venceu    |
| 2014 | "Dark Horse"                   | Melhor Colaboração            | Venceu    |
| 2014 | "Dark Horse"                   | Melhor Vídeo Feminino         | Venceu    |
| 2014 | "Birthday"                     | Melhor Lyric Vídeo            | Venceu    |
| 2017 | "Chained to the Rhythm"        | Melhor Video Pop              | Indicado  |
| 2017 | "Chained to the Rhythm"        | Melhor Direção                | Indicado  |
| 2017 | "Chained to the Rhythm"        | Melhores Efeitos Especiais    | Venceu    |
| 2017 | "Feels"                        | Melhor Colaboração            | Venceu    |

style="text-align:center;background: #ffdddd;vertical-align: middle;" class="table-no2"| Indicadostyle="text-align:center;background: #ffdddd;vertical-align: middle;" class="table-no2"| Indicado

### MTV Video Music Awards Japan
O 'MTV Video Music Awards Japan de 2009' ocorreu no dia 30 de maio em Saitama. Rápida foi a aparição de Perry, que compensou seu curto tempo polemizando com um figurino baseado em colagens de sushis e sashimis, acompanhados por dois leques japoneses representando a cultura do país. Indicada nas categorias Melhor Vídeo Pop (por "I Kissed a Girl") e Melhor Vídeo de Artista Revelação, ela performou "Hot N Cold". Perry ganhou o prêmio de Melhor Vídeo Pop.
| Ano  | Recipiente       | Categoria                                       | Resultado |
| ---- | ---------------- | ----------------------------------------------- | --------- |
| 2009 | I Kissed a Girl  | Melhor Vídeo de Artista Revelação Internacional | Venceu    |
| 2009 | I Kissed a Girl  | Melhor Vídeo Pop Internacional                  | Venceu    |
| 2011 | California Gurls | Melhor Video Internacional de Colaboração       | Indicado  |
| 2011 | California Gurls | Melhor Vídeo Pop Internacional                  | Indicado  |
| 2011 | California Gurls | Vídeo Internacional do Ano                      | Indicado  |
| 2017 | Bon Appétit      | Vídeo Internacional do Ano                      | Venceu    |

### MTV Video Music Brasil
Realizado em 2 de outubro no Credicard Hall, o MTV Video Music Brasil de 2008 destacou-se por criar a categoria Melhor Artista Internacional, embora os artistas indicados não estejam presentes fisicamente. Perry foi indicada nesta categoria, mas não foi premiada. O mesmo quadro repetiu-se no MTV Video Music Brasil de 2009, não tendo sucesso em sua vitória. Em seu Twitter, Perry agradeceu seus fãs brasileiros pela indicação: 
| “ | Hey Brasil! Muito obrigada pela indicação da MTV para Artista Internacional do ano... Eu mal posso esperar para ir ver vocês. Eu vou levar meu biquíni de bolinhas amarelinhas!. | ” |

| Ano  | Recipiente | Categoria                    | Resultado |
| ---- | ---------- | ---------------------------- | --------- |
| 2008 | Katy Perry | Melhor Artista Internacional | Venceu    |
| 2009 | Katy Perry | Melhor Artista Internacional | Venceu    |
| 2010 | Katy Perry | Melhor Artista Internacional | Venceu    |
| 2011 | Katy Perry | Melhor Artista Internacional | Venceu    |
| 2012 | Katy Perry | Melhor Artista Internacional | Venceu    |

## MuchMusic Video Awards
O MuchMusic Video Awards é uma cerimônia de premiação musical canadense, sendo que a de 2009, ocorreu em 21 de junho em Toronto, Ontário. Perry não estava presente, mas estava concorrendo nas categorias Vídeo de Artista Internacional do Ano com "Hot N Cold" e também como Seu Vídeo Internacional Favorito com "I Kissed a Girl".
| Ano  | Recipiente          | Categoria                             | Resultado |
| ---- | ------------------- | ------------------------------------- | --------- |
| 2009 | "I Kissed a Girl"   | Seu Vídeo Internacional Favorito      | Venceu    |
| 2009 | "Hot n Cold"        | Vídeo de Artista Internacional do Ano | Venceu    |
| 2012 | "Last Friday Night" | Seu Vídeo Internacional Favorito      | Venceu    |
| 2012 | "Katy Perry"        | Artista internacional do ano          | Venceu    |

## Nickelodeon Awards

### Australian Kids' Choice Awards
| Ano  | Recipiente       | Categoria                      | Resultado |
| ---- | ---------------- | ------------------------------ | --------- |
| 2011 | California Gurls | Música Favorita                | Venceu    |
| 2012 | Katy Perry       | Artista Internacional Favorito | Venceu    |

### Kids' Choice Awards (USA)
| Ano  | Recipiente       | Categoria                | Resultado |
| ---- | ---------------- | ------------------------ | --------- |
| 2009 | I Kissed a Girl  | Música Favorita          | Indicado  |
| 2011 | Katy Perry       | Cantora Favorita         | Venceu    |
| 2011 | California Gurls | Música Favorita          | Venceu    |
| 2012 | Katy Perry       | Cantora Favorita         | Indicado  |
| 2012 | Firework         | Música Favorita          | Venceu    |
| 2012 | Smurfette        | Voz de Animação Favorita | Venceu    |
| 2013 | Katy Perry       | Cantora Favorita         | Venceu    |

### Mexican Kids Choice Awards
| Ano  | Recipiente  | Categoria                   | Resultado |
| ---- | ----------- | --------------------------- | --------- |
| 2011 | Hot N' Cold | Melhor Música Internacional | Venceu    |

## NME Awards
Ocorreu no dia 25 de fevereiro o 'NME Awards 2009', em Londres. Embora diversos elogios de estilistas e fashionistas a respeito do estilo de Perry, ela concorreu na categoria de Mais Mal Vestida.
| Ano  | Recipiente | Categoria        | Resultado |
| ---- | ---------- | ---------------- | --------- |
| 2009 | Katy Perry | Mais Mal Vestida | Venceu    |

## NRJ Music Awards
Ocorrido em 17 de janeiro em Cannes, França, a cerimônia de premiações musicais conhecida como NRJ Music Awards de 2009, prestigiou artistas musicais franceses e internacionais. Perry estava presente e fez duas performances: vestida de noiva, preferiu beijar uma garota do que seu noivo ficcional; ela entrou no palco cantando "I Kissed a Girl", mas ao chegar em seu destino, passou a cantar "Hot N Cold". Ela concorria nas categorias Revelação Internacional do Ano, Música Internacional do Ano e Álbum Internacional do Ano com One of the Boys. Katy Perry foi polemizada por receber o prêmio de Música Internacional do Ano (com "I Kissed a Girl") que na verdade, deveria ser entregue à Rihanna por "Disturbia". Embora, Perry ganhou na categoria Álbum Internacional do Ano por 3 vezes seguidas.
| Ano  | Recipiente        | Categoria                      | Resultado |
| ---- | ----------------- | ------------------------------ | --------- |
| 2009 | One of the Boys   | Album Internacional do Ano     | Venceu    |
| 2009 | "I Kissed a Girl" | Música Internacional do Ano    | Venceu    |
| 2009 | Katy Perry        | Revelação Internacional do Ano | Venceu    |

## People's Choice Awards
O 35th People's Choice Awards, ocorrido em 6 de janeiro de 2009 em Los Angeles, Califórnia, é uma cerimônia de premiação musical e cinematográfica, ou seja, premia cantores, músicas, atores e filmes. Ela foi indicada na categoria Música Pop Favorita com "I Kissed a Girl" e teve êxito na vitória. A cantora recebeu ao todo 24 indicações, vencendo 18 delas.
| Ano  | Recipiente                  | Categoria                    | Resultado |
| ---- | --------------------------- | ---------------------------- | --------- |
| 2009 | "I Kissed a Girl"           | Música Pop Favorita          | Venceu    |
| 2010 | Katy Perry                  | Melhor Artista Feminina      | Venceu    |
| 2011 | Katy Perry                  | Melhor Artista Feminina      | Venceu    |
| 2011 | Katy Perry                  | Artista Sensação da Internet | Indicado  |
| 2011 | Katy Perry                  | Melhor Artista Pop           | Venceu    |
| 2012 | Katy Perry                  | Melhor Artista Feminina      | Venceu    |
| 2012 | Katy Perry                  | Melhor Artista Pop           | Venceu    |
| 2012 | California Dreams Tour      | Melhor Turnê                 | Venceu    |
| 2012 | E.T.                        | Melhor Canção                | Venceu    |
| 2012 | Last Friday Night (T.G.I.F) | Melhor Video                 | Venceu    |
| 2012 | The Smurfs                  | Melhor Voz em Animação       | Venceu    |
| 2012 | How I Meet you Mother       | Melhor Convidada             | Indicado  |
| 2013 | Katy Perry                  | Favorite Female Artist       | Venceu    |
| 2013 | Katy Perry                  | Favorite Pop Artist          | Venceu    |
| 2013 | Part Of Me                  | Favorite Music Video         | Venceu    |
| 2013 | Katy Cat's                  | Favorite Music Fan Following | Indicado  |
| 2014 | Katy Perry                  | Favorite Female Artist       | Indicado  |
| 2014 | Katy Perry                  | Favorite Pop Artist          | Venceu    |
| 2014 | Katy Perry                  | Favorite Music Fan Following | Indicado  |
| 2014 | Roar                        | Favorite Song                | Venceu    |
| 2014 | Roar                        | Favorite Music Video         | Venceu    |
| 2015 | Katy Perry                  | Favorite Female Artist       | Indicado  |

## Premios Oye!
Os 'Premios Oye!' é uma cerimônia de premiação musical que ocorreu em Guanajuato, Guanajuato, no México em 24 de novembro de 2009, a 8º edição. Perry foi indicada na cateogria Revelación del Año General Inglês (traduzido, algo como Revelação de Gênero Inglês do AnoPB).
| Ano  | Recipiente | Categoria                         | Resultado |
| ---- | ---------- | --------------------------------- | --------- |
| 2009 | Katy Perry | Revelação de Gênero Inglês do Ano | Venceu    |

## TV Guys Choice Awards
O 'Spike TV's Guys Choice Awards de 2008' ocorreu em 22 de junho, Culver City, Califórnia. Embora não estivesse participando das categorias, Perry foi convidada para as filmagens do espetáculo e chegou trajando um belo vestido alaranjado que chamou a atenção dos fotógrafos, fãs e fashionistas. Ela também performou seu mundialmente famoso single, "I Kissed a Girl".
O 'Spike TV's Guys Choice Awards de 2009' ocorreu em 21 de junho, em Los Angeles, Califórnia. Perry estava disputando a categoria Siren (em português Sirene ou Tentadora, por sua sensualidade). Ela disputou com Beyoncé, mas ganhou.
| Ano  | Recipiente | Categoria        | Resultado |
| ---- | ---------- | ---------------- | --------- |
| 2009 | Katy Perry | Tentadora do Ano | Venceu    |

## Teen Choice Awards
O Teen Choice Awards de 2008, ocorrido no dia 3 de agosto, em Los Angeles, Califórnia, é uma cerimônia que premia cantores, músicas, atores, filmes, séries de televisão e outros meios de comunicação, onde jovens dos 13 aos 19 anos votam nos candidatos. Perry propôs beijar Miley Cyrus, apresentadora da cerimônia, que recusou. Perry chegou a criar um vídeo pedindo votos para a categoria Choice MySpacer (como o nome diz, concorreu graças a seu MySpace); esta foi a única categoria em que Perry disputou, mas não venceu.
No dia 9 de agosto em Los Angeles, Califórnia, ocorreu a cerimônia do Teen Choice Awards de 2009. Perry estava concorrendo nas seguintes categorias: Choice Music: Single (com "Hot N Cold"), Choice Music: Female Artist e Choice Music Album: Female Artist (com seu álbum, One of the Boys). Apesar de disputar em diversas categorias, Perry ganhou 15 prêmios.
| Ano  | Recipiente                      | Categoria                        | Resultado |
| ---- | ------------------------------- | -------------------------------- | --------- |
| 2008 | Katy Perry                      | Choice Music: MySpace            | Indicado  |
| 2009 | "Hot N Cold"                    | Single                           | Indicado  |
| 2009 | Katy Perry                      | Artista Feminina                 | Venceu    |
| 2009 | One of the Boys                 | Melhor Álbum de Artista Feminina | Venceu    |
| 2010 | "California Gurls"              | Preferência do Verão             | Venceu    |
| 2010 | "California Gurls"              | Preferência Musical              | Indicado  |
| 2011 | "Katy Perry"                    | Melhor Cantora Feminina          | Venceu    |
| 2011 | "Teenage Dream"                 | Melhor Música de Amor            | Venceu    |
| 2011 | "Firework"                      | Melhor Single                    | Indicado  |
| 2012 | Katy Perry                      | Artista Feminina                 | Indicado  |
| 2012 | Katy Perry                      | Mulher mais Sexy                 | Venceu    |
| 2012 | Katy Perry                      | Icone Feminino                   | Venceu    |
| 2012 | Katy Perry                      | Estrela da Música Feminina       | Indicado  |
| 2012 | Part Of Me                      | Single de Artista Feminina       | Venceu    |
| 2012 | Katy Perry: Part Of Me 3D       | Filme de Comédia Musical         | Venceu    |
| 2012 | The Sims 3 Showtime: Katy Perry | Video Game                       | Venceu    |
| 2012 | Wide Awake                      | Break-Up Canção                  | Indicado  |
| 2014 | Katy Perry                      | Melhor Cantora Feminina          | Venceu    |
| 2014 | Katy Perry                      | Choice Social Media Queen        | Venceu    |
| 2014 | Katy Perry                      | Melhor Twitter                   | Venceu    |
| 2014 | "Dark Horse"                    | Melhor Música Feminina           | Venceu    |
| 2014 | "Prismatic World Tour"          | Melhor Tour                      | Venceu    |
| 2015 | Katy Perry                      | Choice Social Media Queen        | Indicado  |
| 2015 | Katy Perry                      | Melhor Twitter                   | Indicado  |
| 2016 | Katy Perry                      | Melhor Twitter                   | Indicado  |
| 2017 | Katy Perry                      | Melhor Cantora Feminina          | Indicado  |
| 2017 | Katy Perry                      | Melhor Cantora Feminina do Verão | Indicado  |

## Virgin Media Music Awards
Na cerimônia de premiação musical do 'Virgin Media Music Awards de 2008', Perry disuputou com "I Kissed a Girl" na categoria de Melhor Música com Britney Spears, Duffy, Kings of Leon, Madonna, entre outros. Ela ganhou o prêmio. Em 2011 ela teve 3 indicações ao total, uma delas de Artista do Ano.
| Ano  | Recipiente                | Categoria          | Resultado |
| ---- | ------------------------- | ------------------ | --------- |
| 2009 | Katy Perry                | Música do Ano      | Indicado  |
| 2010 | "California Gurls"        | Música do Ano      | Venceu    |
| 2010 | Katy Perry                | Artista do Ano     | Venceu    |
| 2011 | "Firework"                | Vídeo do Ano       | Venceu    |
| 2011 | "E.T. (Feat. Kanye West)" | Melhor Colaboração | Venceu    |
| 2011 | Katy Perry                | Artista do Ano     | Venceu    |
| 2013 | Wide Awake                | Video do Ano       | Indicado  |